# Entartung (Medizingeschichte)
Die Vorstellung von einer Entartung oder Degeneration (lateinisch de- „ent-“; genus „Art, Geschlecht“)  des Menschen oder der menschlichen Zivilisation hatte zwischen den 1850er bis zu den 1950er Jahren großen Einfluss auf die Wissenschaft, die Kunst und die Politik. Aus bestimmten morphologischen Merkmalen („Stigmata degenerationis“) sollte das innerste Wesen des Menschen, insbesondere sein Charakter und seine Neigung zu neurotischen und geistigen Erkrankungen, aber angeblich auch seine verbrecherische Veranlagung sichtbar sein.
Der Degenerationsgedanke entspringt einer pessimistischen Weltanschauung. Eng verbunden mit diesen Vorstellungen eines allgemeinen Verfalls sind zu dieser Zeit des ausgehenden 19. Jahrhunderts und beginnenden 20. Jahrhunderts einerseits die Vererbungslehre, Eugenik und andererseits Rassentheorien. Im heutigen Bewusstsein wird der Begriff einerseits mit Zwangssterilisationen, die im nationalsozialistischen Deutschland in der „Aktion T4“ ihren Höhepunkt hatten, und einer Kritik der Gesellschaft am Fin de siècle andererseits verbunden.

## Begriffsgeschichte

### Ursprünge des Begriffs „Entartung“

#### 18. Jahrhundert
Bei Rousseau (1712–1778) finden sich einige Elemente der späteren Verwendungsweise des Terminus in der Wissenschaft. Hier wird unter »Entartung« eine (negative) Abweichung vom Naturzustand verstanden. Nach Rousseaus Darstellung bewirkt die Zivilisation durch zu verfeinerte Ernährung der Reichen bzw. zu schlechte Ernährung der Armen sowie durch geistige Überanstrengung die beständige Schwächung der ursprünglich robusten menschlichen Natur. («L’homme naît bon, la société le corrompt.») In England (Spleen) war man im 18. Jahrhundert geradezu stolz darauf, infolge dieser zivilisatorischen Verfeinerung auch besonders viele psychisch Auffällige aufzuweisen. Dies war später im 19. Jahrhundert in Amerika (Neurasthenie) ebenso.

#### Epoche des 19. Jahrhunderts

##### Gesellschaftlicher Kontext
Die industrielle Revolution und der durch sie bedingte soziale und ökonomische Wandel vor allem in der zweiten Hälfte des 19. Jahrhunderts führten zu immensen Umwälzungen. Man hat verschiedentlich von einem regelrechten Kulturschock gesprochen. Dieser Gedanke hatte sich – wie bereits angedeutet – auch in der Bezeichnung Neurasthenie ausgehend von Amerika verbreitet. In Österreich entstand unter dem Einfluss der Wiener Décadence das von Sigmund Freud entwickelte Konzept des Unbewussten.
Vor allem über die Folgen der Urbanisierung machte man sich große Sorgen. Der zunehmende Alkoholismus und die Auswirkungen der Syphilis wurden genauso als Gefahr ausgemacht wie die angenommene allgemeine Überforderung durch Reizüberflutung sowie Homosexualität, Verbrechen, Suizid und der generelle Niedergang der Sitten. Solche Befürchtungen waren an sich nichts Neues, allerdings verband man sie nun mit eugenischer, rassischer und medizinischer Forschung. Besonders in der Psychiatrie wurde über die vermeintliche Verwandtschaft dieser Erscheinungen mit den Geisteskrankheiten diskutiert. Die Idee der Degenerationslehre wurde wesentlich in der französischen Anstaltspsychiatrie von der französischen psychiatrischen Schule geprägt, die in der Zeit von 1800 bis 1900 führend war und sich den Ideen der Somatiker geöffnet hatte.

##### Vertreter des Gedankens

###### Morel
Der französische Psychiater Bénédict Augustin Morel (1809–1873) gab Erklärungen für somatische und psychologische Anomalien oder Pathologien, die er, ausgehend von einem durch Gott geschaffenen type normal des Menschen, als „Degenerationen“ bezeichnete. Einflussreich wurde sein Buch Traité des Dégénérescences physiques, Intellectuelles et Morales de l’Espéce Humaine. Zudem ist bei Morel ausdrücklich von einem sich verstärkenden Prozess die Rede. Mit seiner Vorstellung der Entartung als einer von Generation zu Generation fortschreitenden Verschlechterung der Art, die durch erbliche Einflüsse bedingt ist, beeinflusste er in einem hohen Maße das Denken der Zeit im Allgemeinen und das der heranwachsenden Psychiatergeneration im Besonderen. Morel war beeindruckt von den anthropologisch-somatischen Forschungen von Gall (1758–1828), demgegenüber sich schon Jean-Étienne Esquirol (1772–1840) als aufgeschlossen erwiesen hatte.
Die Degeneration konnte laut Morel entstehen durch:
- Vergiftung (Malaria, Alkohol in seiner heute erkannten keimschädigenden Wirkung während der Schwangerschaft, Opium, Nahrungsmittelvergiftung etc.)
- das soziale Milieu
- krankhaftes Temperament
- moralische Erkrankung
- Angeborene oder erworbene Schäden
- Erblichkeit

Morels Degenerationsbegriff basiert einerseits auf einer Mischung aus religiösen Vorstellungen und ethnologisch-anthropologischem Gedankengut. Die Menschheit entwickle sich fort von einem »type primitif« bzw. »type normal«, also einem Ursprungsmenschen, der mit Adam als identisch angesehen werden kann.
Andererseits wurde Morels Theorie möglich durch Ideen der Zeit vor Darwin, besonders denen Jean-Baptiste Lamarcks. Dieser behauptete, bestimmte angenommene Charakteristika (Drogenkonsum, Perversionen etc.) könnten vererbt werden. Praktisch alles wurde als vererbbar gesehen, so auch Krätze oder Aussatz. Ein sehr verschwommenes Konzept der »erblichen Prädisposition« erlaubte es Morel, die verschiedenartigsten Krankheiten in einer Generation auf ganz andersgeartete in der vorhergehenden Generation zurückzuführen.
Besonders Morels Degenerationsschema hatte auf die Psychiatrie der zweiten Jahrhunderthälfte eine tiefe Wirkung. Demnach sollen Pathologien von Generation zu Generation zunehmen:
- erste Generation: nervöses Temperament und Ausschweifungen
- zweite Generation: Schlaganfälle, Epilepsie, Hysterie, und Alkoholismus sowie in der
- dritten Generation: Selbstmord, Psychosen und Geistesschwäche und endlich in der
- vierten Generation: angeborene Blödsinnszustände und Missbildungen

Die letzte Stufe der Entartung sei immer die Sterilität. Den Entarteten erkenne man an den Stigmata der Entartung:
„Asymmetrien der Gesichtshälften oder sonstiger korrespondierender Körperteile, ferner Anomalien des Schädelbaues, abstehende oder ungleiche Ohren, angewachsene Ohrläppchen, Schielen, Stottern, Missbildung der Zähne, fehlende oder überzählige Gliederteile, Verkümmerung oder abweichende Bildung der Geschlechtsorgane, (…).“
Dabei handelt es sich offensichtlich um eine Theorie, die „jeder Tertianer (…) an Hand der historischen Genealogien hätte Lügen strafen können“ (Eugen Bleuler).
Erst zu Beginn des zweiten Jahrzehnts im 20. Jahrhundert konnte diese Annahme aufgrund der Unhaltbarkeit vor allem der Vererbungsthesen (durch die Wiederentdeckung und rasche Ausbreitung der Mendelschen Regeln ab 1900) widerlegt werden.

###### Magnan
Eine Veränderung des Entartungsbegriffs trat mit dem Darwinismus auf. Valentin Magnan, der zweite große französische Entartungstheoretiker, verwarf den religiösen Degenerationsgedanken, der eine Entartung seit dem Sündenfall annahm, und verband die Regression im Sinne Darwins mit dem Entartungsgedanken. Ein vollendeter Menschentyp könne niemals am Anfang der menschlichen Entwicklung stehen, sondern nur an ihrem Ende. Er sieht im Evolutionsweg des Menschen bestimmte immanente Störungen angelegt, die seine Entwicklung nicht nur hemmen, sondern die Bewegungsrichtung zum Untergang hin verändern können. Die wichtigste Neuerung ist der Instabile oder »dégénéré supérieur«, dessen wichtigstes Merkmal die Disharmonie ist. Er trägt dieselben Merkmale wie die normalen Entarteten, ist aber intelligent. Er ist gekennzeichnet durch den
„Mangel an Gleichgewicht nicht nur zwischen den intellectuellen und moralischen Fähigkeiten, sondern auch zwischen den einzelnen intellectuellen Fähigkeiten selbst. Ein Hereditarier kann ein Gelehrter, (…) ein geschickter Staatsmann sein und dabei in moralischer Hinsicht klaffende Lücken zeigen, wunderliche Neigungen, überraschende Unregelmäßigkeiten der Lebensführung.“

###### Lombroso
Der italienische Begründer der Kriminalanthropologie Cesare Lombroso, dem Nordau später sein Buch Entartung widmete, postulierte mit seinen Arbeiten (Der Verbrecher, Genie und Irrsinn und Entartung und Genie) zum ersten eine Verbindung von Entartung und einer kriminellen Disposition und der Entartung und dem Genie andererseits.
Der geborene Kriminelle nach Lombroso leidet unter einem Rückschritt zu einem priminativeren Gehirntyp, was sich auf sein Verhalten auswirkt. Lombroso wollte die kriminelle Disposition des Menschen anhand äußerlicher Anzeichen wie der Kopfform feststellen. Deshalb wurde er teilweise als der Prototyp des Pseudo-Wissenschaftlers par excellence angesehen. Lombroso versuchte seine Studien durch Abmessungen des Menschen und statistische Methoden sowie soziale und wirtschaftliche Daten zu untermauern. Etwa ein Drittel der Kriminellen seien geborene Kriminelle.
Hippolyte Taine schrieb an Lombroso, dieser habe die Menschen als schmierige, wilde Orang-Utans mit menschlichem Gesicht gezeigt, die nicht anders handeln könnten, als sie es tun. Wenn diese vergewaltigten, stehlen und töteten, täten sie es wegen ihrer Natur und ihrer Vergangenheit. Dies sei ein Grund mehr, diese, sobald man Sicherheit sagen könne, dass diese Orang-Utans sind und bleiben werden, zu vernichten. Deshalb sei auch die Todesstrafe zu befürworten. Lombroso veröffentlichte diese Einschätzung später im Vorwort seines Buches L’Homme criminel, sprach sich aber für eine menschliche Behandlung der Kriminellen aus und sprach sich für Begrenzungen der Todesstrafe aus.
Lombroso begann auch Kunst und schriftliche Erzeugnisse von „Delinquenten“ zu sammeln und in seinem Museum auszustellen. In den schönen Künsten wollte er die krankhaften Symptome übertriebener Genauigkeit im Detail, den Missbrauch von Symbolen, Beschriftungen und Accessoires, die Bevorzugung einer einzelnen Farbe und das ungezügelte Streben nach Neuem erkennen.

###### Krafft-Ebing
In Deutschland wurden bedeutende Psychiater wie Wilhelm Griesinger und Richard von Krafft-Ebing ergebene Anhänger Morels, die auch die deutsche Psychiatrie für Jahrzehnte unter seinem Einfluss stehen ließen.
Krafft-Ebing entwickelte die Idee von Psychoneurosen, die er als Übergangszustand zur Entartung ansah. Er ist es auch, der eine Vielzahl von sexuellen Normabweichungen als Entartungsphänomene einordnet. Er war der Ansicht, die moderne Zivilisation stelle enorme Anforderungen an das Nervensystem und verursache damit „Trieb-Fehlfunktionen“. Die Prädisposition zu Nervenkrankheiten (Neurasthenie) lasse sich zwar vererben, nicht aber die Nervenkrankheiten selbst.
Die Erklärung von Pathologien durch erbliche Degeneration geht nicht nur bei Krafft-Ebing, sondern auch anderen Größen der Psychiatrie im Deutschland des 19. Jahrhunderts (etwa Emil Kraepelin) mit antisemitischen rassistischen Vorstellungen einher: Besonders Juden seien als Rasse erblich degeneriert und in größerem Maße zu Schwachsinn disponiert. So schreibt etwa Theodor Kirchhoff in seinem Grundriss der Psychiatrie für Studierende und Ärzte:

„Vielleicht muss man den Juden eine verhältnismässig grössere Veranlagung (zum Irrsinn) zuschreiben; aber auch hier mag ein anderer Grund vorliegen als eine Rasseneigenthümlichkeit. Bekanntlich heirathen die Juden vielfach in engen Familienkreisen, darum führt die Vererbung durch Inzucht zu einer rasch wachsenden Anlage.“

###### Max Nordau
Max Nordaus Schrift Entartung (1892/1893) ist eine polemische Abrechnung mit den Hauptströmungen der zeitgenössischen Kunst auf dem Standpunkt einer krankhaften Fehlentwicklung, in der „alle Erscheinungen der modernen Kunst, die ihm persönlich unsympathisch waren, als Symptome der Entartung und zwar einer rein ärztlich verstandenen Entartung gebrandmarkt wurden.“ (Oswald Bumke)
Nordau meinte sogar, durch die moderne Zivilisation seien ganz neue Geisteskrankheiten entstanden:
„Manche Erkrankungen des Nervensystems werden schon in ihrer Benennung als unmittelbare Folge bestimmter Kultur-Einwirkungen bezeichnet. Der Name ‚Eisenbahn-Rückenmark’ und ‚Eisenbahn-Gehirn’ […] zeigt, daß sie [die englischen und amerikanischen Pathologen] als ihre Ursache die Erschütterungen erkennen, die der Reisende im Eisenbahnzuge beständig erleidet.“
In seiner Schrift „Entartung“ übernahm Nordau den von Lombroso geprägten Begriff der Degeneration und übertrug ihn auf die Werke von Künstlern wie Nietzsche, Tolstoi, Richard Wagner, Zola und Ibsen und auf künstlerische Erscheinungen wie Symbolismus, Spiritualismus, Egomanie, Mystizismus, Parnassianismus und Diabolismus. Des Weiteren kündigte Nordau hier eine menschliche Katastrophe von nie gekanntem Ausmaß an. Das Buch löste eine Kontroverse aus, die bis in die 1960er Jahre anhielt. Zahlreiche Autoren bemühten sich um die Widerlegung der darin vorgebrachten Thesen, darunter George Bernard Shaw.

### Zeit des Nationalsozialismus
Zentrale Verwendung kam dem Begriff Entartung innerhalb der nationalsozialistischen Ideologie zu. In dieser Ideologe bildeten die Begriffe Entartung und Verfall den Gegenpol zur völkischen Idee. Entartung wurde im Nationalsozialismus nicht nur als Entartung der Seele, sondern organizistisch als Entartung des Blutes aufgefasst, als physischer und geistiger Niedergang einer Rasse, eines Volkes infolge von Rassenmischung, erblicher Krankheiten und Auswirkungen der modernen Lebenswelt. In seinem Standardwerk Rassenkunde des deutschen Volkes definierte Hans F. K. Günther Entartung als „stärkere Mehrung mindertüchtiger Erbanlagen“.
Die Vorstellung der Entartung wurde zur Legitimation für staatliche Maßnahmen und Eingriffe in das Leben der einzelnen herangezogen, die in der Ermordung von Menschengruppen gipfelten. Außerdem verwendeten die NS-Machthaber den Begriff Entartung für Formen von Kunst, die nicht ihrem ästhetischen Ideal und ideologischen Weltbild entsprachen (siehe Entartete Kunst und Entartete Musik). Allerdings war der Begriff „entartet“ im Nationalsozialismus entgegen landläufiger Meinung zumindest im Bereich der bildenden Kunst nicht primär mit dem Judentum verbunden.

### Kritik an derartigen Entartungs-Theorien
Spätestens seit den 1920er Jahren war wissenschaftlich erwiesen, dass solch weitreichende Vererbungsthesen, wie sie bei Morel und seinen Nachfolgern zugrunde liegen, haltlos sind.

#### Oswald Bumke
In seiner Schrift Über nervöse Entartung von 1912 kritisierte Oswald Bumke die bisherige Entartungsforschung. Die Hauptpunkte seiner Kritik sind die Vererbung erworbener Krankheiten, die Vorstellungen der Übertragung von Geisteskrankheiten und der angeblich negative Einfluss der modernen Kultur auf die Selektion.

##### Vererbung erworbener Krankheiten
Das ganze Entartungsdogma steht und fällt mit der Annahme, dass »erworbene« pathologische Eigenschaften auf die Nachkommenschaft übertragen werden oder doch wenigstens übertragen werden können. Bumke kritisiert die bisherige Forschung an Meerschweinchen. Diese wurde durch operative Eingriffe epileptisch gemacht, woraufhin einige(!) ihrer Nachkommen ebenfalls epileptisch waren. Wenn durch Operationen krank gemachte Tiere kranke Nachkommen erzeugten, so liege keine Vererbung, sondern eine Keimschädigung vor. Bumke versucht seine These damit zu untermauern, dass seit Jahrtausenden rituelle Beschneidungen vorgenommen wurden, oder die Füße der Chinesinnen verstümmelt werden. Eine erbliche Übertragung derartiger Veränderungen sei jedoch niemals beobachtet worden. Noch weniger möglich sei eine Vererbung der Nervenkrankheiten.

##### Übertragung von Geisteskrankheiten
Ganz allgemein kritisiert Bumke die Grundlagen der psychiatrischen Hereditätsforschung. Der Versuch sei absurd, „alles, was an pathologischen Zügen in der Aszendenz eines Menschen nachweisbar ist, zusammenaddieren und nun in einem psychiatrischen Kurszettel die Gesamtbelastung in Prozentzahlen darstellen zu wollen“.
Zwischen vier und neunzig Prozent aller Geisteskrankheiten würden als erblich belastet angesehen werden – je nachdem wie weit man den Begriff auslegte. Ein weiterer Angriffspunkt seiner Kritik sind die »Stigmata degenerationis«. Diese spielen in Bumkes Zeiten unter anderem in den Arbeiten Näckes noch eine Rolle. („Sind die Degenerationszeichen wirklich wertlos?“) Bumke meint, die meisten der sogenannten »Entartungszeichen« seien „nichts als gewöhnliche Varietäten, die gegen die geistige Gesundheit des damit behafteten selbst dann nichts beweisen würden, wenn sie das Gehirn selbst beträfen“.
Bumke kommt auch zu dem Schluss, dass sich Geisteskrankheiten nicht dominant vererben. Die Aussichten »durchzuschlagen«, seien für pathologische Qualitäten nicht größer als für normale (wie z. B. die Augenfarbe). Die Wahrscheinlichkeit der Erkrankung bestünde nur für den, bei dessen Entstehung von beiden Eltern zwei gleichgerichtete pathologische Vererbungstendenzen zusammentreffen.

##### Einfluss der Zivilisation auf die Selektion
Vorstellungen einer negativen Selektion durch die moderne Kultur waren weit verbreitet, schlechtes »Genmaterial«, so glaubte man, werde bevorzugt. So schreibt Nietzsche, „daß die Civilisation den physiologischen Niedergang einer Rasse nach sich zieht“.
Der Vorwurf der Panmixie wird gegenüber der Zivilisation erhoben. August Weismann schreibt:

„Denken wir nur an die Zähne, bei welchen die Kunst der »Zahntechniker« es beinahe schon so weit gebracht, dass man die künstlichen Zähne den natürlichen vorziehen möchte. Jedenfalls braucht heute Niemand mehr an ungenügender Ernährung in Folge schlechter Zähne zu Grunde gehen.“

Dieselben Vorwürfe wurden gegenüber Kurzsichtigkeit, geringer Körperkraft oder auch der Unfähigkeit zu stillen erhoben. Verstärkt würde diese Tendenz noch durch die moderne Hygiene. So sei auch die Säuglingspflege ein Faktor der Gefährdung der „Güte unserer Rasse“ (Schallmeyer).
Die Kritik Bumkes hierzu setzt auf drei Ebenen an. Die oberste Ebene bezieht sich auf die Wirksamkeit der Selektion. Deren Wirkung sei ganz einfach generell beschränkt. Außerdem bezweifelt er, dass die Kurzsichtigkeit oder die Unfähigkeit zu Stillen häufiger vererbt wird. Weiterhin registriert er, es sei das Grundprinzip des Entwicklungsgedankens, dass die Eigenschaften herausgezüchtet werden, die für den Bestand der Art vorteilhaft sind. Es sei eine triviale Wahrheit, dass die Entwicklung der Gehirnleistung bei der Evolution des Menschen ausschlaggebend ist. Insofern sei die Idee, eine »zu hoch« entwickelte Intelligenz wäre unnatürlich und gefährlich und die Vorstufe der Entartung (…), keineswegs so selbstverständlich, wie es vielen erscheint. Dasselbe gelte für die Hygiene. Infektionskrankheiten wirkten nicht „reinigend“ auf eine „Rasse“. Hygiene verhindere das Krankwerden von Gesunden und nicht das „Ausmerzen“ von Kranken.
Zu der Behauptung, geistig Behinderte könnten sich wegen des Überlebens in Irrenanstalten fortpflanzen, meinte er, das Gegenteil träfe zu. Die meisten Anstaltsinsassen hätten vor 100 Jahren in Freiheit gelebt und hätten dort Kinder gezeugt. Es sei zudem sehr fraglich, ob dieser Zustand ein gar so großes Unglück gewesen sei.
Er sieht in den Forderungen nach Sterilisation dieser Behinderten die Gefahr, dass „der Kreis der als bedenklich geltenden Individuen immer weiter gezogen [wird und] (…) daß demnächst ähnliche Wünsche auch für die Behandlung nachweislich (sic!) oder angeblich minderwertiger Rassen erhoben werden könnten.“

#### Karl Jaspers
Karl Jaspers systematisierte den Gegenstand der Degenerationslehre („die Stigmata“) zwar als „sinnhaft objektivierbare Tatbestände“ im Rahmen der Ausdruckspsychologie, hob jedoch hervor, dass diese Stigmata nicht wissenschaftlich exakt beobachtbar und erfassbar seien, d. h. nicht messbar und quantifizierbar. Es handle sich bei der Degenerationslehre also um eine zwar intuitiv (und vor allem künstlerisch) erfassbare Wirklichkeit, um eine Typologie, die zwar unseren Formensinn schärfe, aber nicht zu praktischen Schlussfolgerungen berechtigte. Damit stellte er die Degenerationslehre auf eine Stufe mit der Physiognomik, der Konstitutionstypologie Ernst Kretschmers, der Mimikerkennung und der Graphologie. Es resultiere also höchstens ein naturwissenschaftliches Scheinwissen, insofern die Degenerationslehre ein umfassendes Wissen über das Wesen aller Tatsachen beabsichtige und anstrebe. Insofern unterscheidet sich die psychiatrische Degenerationslehre von dem in der übrigen Medizin gebrauchten Begriff der Degeneration.

## Stigmata degenerationis
Als morphologische Abnormitäten galten: Vom Durchschnitt stark abweichende Körperproportionen, wie z. B. im Verhältnis zum Oberkörper zu lange Beine, wunderliche Schädelformen, wie Turmschädel, abweichende Knochenformen, wie mangelndes Kinn, übermäßige Kleinheit der Processus mastoidei, Zahnverbildungen, hoher Gaumen, Hemmungsmissbildungen, wie Hasenscharte, übermäßige oder fehlende Körperbehaarung, Zittern, Schwerhörigkeit, Status dysraphicus (etwa im Zusammenhang mit Kyphoskoliose oder Spina bifida), Tics, Strabismus, übermäßiger Speichelfluss etc. Starkes Interesse zeigte man für Nasen- und Ohrformen, z. B. angewachsene Ohrläppchen, große abstehende Ohren, Hervortreten des Darwinschen Ohrhöckers und für bewegliche Ohren.

## Bleibende Entwicklungen
Magnan war nicht der einzige bekannte Psychiater, der sich dem Antialkoholismus zuwandte. Auch Forel, Kraepelin und Bleuler widmeten sich dieser Aufgabe. Im 19. Jahrhundert entstanden auch der Guttempler-Orden – in Boston 1826, in England 1832 –, das Blaue Kreuz in Deutschland 1851 und viele andere Trinkerheilstätten.
In positiver Hinsicht machte die Degenerationslehre auf die soziale Frage aufmerksam und kann damit in gewisser Hinsicht als Vorläufer der heutigen Sozialpsychiatrie gelten.
Man kann die Degenerationslehre auch als Vorläufer der biologischen Psychologie ansehen.